# さいたま市立浦和南高等学校
さいたま市立浦和南高等学校（さいたましりつ うらわみなみこうとうがっこう）は、埼玉県さいたま市南区辻六丁目にある公立高等学校。

## 概要
さいたま市最南端に位置する高校で、最寄駅は武蔵浦和駅または戸田市の北戸田駅となっている。全国高等学校サッカー選手権大会にて3度優勝し、高校サッカーにおいての古豪校として知られている。地元では浦和南や南高と略称で呼ばれることが多い。2012年から、ニュージーランド・エレスメアカレッジと姉妹校提携。2年次に行われる海外研修旅行（修学旅行）は、全員がオーストラリアへ行く。
2013年度入学生から「進学重視型単位制高校」に移行し、55分6時間授業を採用している。1年次の英語・数学などで少人数授業が行われ、2年次から文系・理系の2類型に分かれる。

## 沿革
- 1963年4月 - 浦和市立常盤中学校（現・さいたま市立常盤中学校）内の仮校舎で浦和市立高校に次ぐ2校目の浦和市立の高校として「浦和市立南高等学校」が開校。
- 2001年（平成13年） - 現校名に改称。
- 2013年（平成25年） - 創立50周年を迎えた。進学重視型単位制高校に移行。
- 2017年（平成29年） - 県内の公立校では初めて校庭を芝生化。

## 部活動

### サッカー部
- 全国高等学校サッカー選手権大会 出場12回・優勝3回
- 全国高等学校総合体育大会（インターハイ） 出場12回・優勝1回
- 国民体育大会 優勝2回

高校サッカー界における古豪である。松本暁司監督の下で昭和44年度に全国高等学校サッカー選手権大会・全国高等学校総合体育大会・国民体育大会（当時は単独チームで出場）の高校サッカー三大タイトルを制覇した（国体は現在、都道府県選抜チームによる競技となっており（単独チームでの出場も可能だが、単独チーム名ではなく、県選抜の扱いになる）、出場資格も、高校2年生までとなっている。）。この頃の活躍が漫画『赤き血のイレブン』のモデルとなった。
1980年代中頃を境に県予選での敗退が続いており、高校選手権は2001年の第80回大会、インターハイは1990年に宮城県で開催された第26回大会への出場を最後に大会から遠ざかっていた。2013年、埼玉県立浦和東高等学校を率いていたOBの野崎正治が監督に就任。2014年の新人戦では25年ぶりに準優勝に導くと、グラウンド人工芝生化の翌年2018年の県予選で17年ぶりに優勝し、第97回大会出場を決めた。
ユニフォームは永井良和らを擁して三冠を獲得した当時は赤色のものを着用し、2014年の時点でも同様のユニフォームを着用しているが、田嶋幸三や水沼貴史らを擁して高校選手権連覇（第54回大会、第55回大会）を達成した当時はクリーム色のものを着用していた。
現在のコート（2016年10月に着工し、翌年3月12日にOB約80人が初蹴り）は全天候型で、県内公立校では初となる人工芝である。

## 進路
例年、約8割は現役で大学に進学する。平成26年度の国公立大学への合格者数は23名。

## アクセス
- JR埼京線 北戸田駅下車、徒歩10分。
- JR埼京線・JR武蔵野線 武蔵浦和駅下車、徒歩20分。
- JR京浜東北線・JR武蔵野線 南浦和駅下車、バスで約12分。

## 著名な出身者

### サッカー
- 永井良和 - 元サッカー選手（古河電工所属）、指導者、元サッカー日本代表
- 斉藤和夫 - 元サッカー選手（三菱重工所属）、指導者、元サッカー日本代表
- 福家三男 - 元サッカー選手（富士通所属）、指導者、元川崎フロンターレ強化本部長
- 関口久雄 - 元サッカー選手（三菱重工所属）、解説者、元サッカー日本代表
- 田嶋幸三 - 元サッカー選手（古河電工所属）、指導者、日本サッカー協会会長・前技術委員長、元サッカー日本代表
- 菅又哲男 - 元サッカー選手（日立製作所所属）、指導者、元サッカー日本代表、柏レイソルチーム統括部長
- 水沼貴史 - 元サッカー選手（日産自動車他所属）、指導者、元サッカー日本代表
- 田中真二 - 元サッカー選手（日産自動車他所属）、指導者、元サッカー日本代表
- 大熊清 - 元サッカー選手（東京ガス所属）、指導者
- 山崎茂雄 - サッカー指導者、大宮アルディージャユース監督
- 田口禎則 - 元サッカー選手（浦和レッズ他所属）、指導者、元政治家、なでしこリーグ実行委員長兼総務主事
- 戸苅淳 - 元サッカー選手（浦和レッズ所属）、現フロントスタッフ
- 大橋良隆 - 元サッカー選手、AC長野パルセイロ所属
- 永田拓也 - サッカー選手、ギラヴァンツ北九州所属。在学時は同校サッカー部ではなく浦和レッズユースに所属
- 髙窪健人 - サッカー選手、AC長野パルセイロ所属
- 木下桃香 - 女子サッカー選手、なでしこジャパン、日テレ・東京ヴェルディベレーザ

### その他
- 高橋英明 - 政治家
- 古今亭志ん彌 - 落語家
- 影丸茂樹 - 俳優
- 飯島規之 - 競輪選手・自転車競技選手・アジア大会銅メダリスト
- 土屋薫 - 女性騎手・アメリカ合衆国騎手・日本騎手・地方競馬全国協会騎手
- 鳥羽周作（料理人、実業家）
- 三浦昭彦（加速器研究者(J-PARC)、博士(工学、東京工業大学））